# Autostrada A60 (Niemcy)
Autostrada A60 (niem. Bundesautobahn 60 (BAB 60) także Autobahn 60 (A60)) – autostrada w Niemczech przebiegająca na linii wschód-zachód, składająca się z dwóch niepołączonych ze sobą odcinków od granicy z Belgią koło Steinebrück do skrzyżowania z autostradą A1 na węźle Wittlich oraz od skrzyżowania z autostradą A61 na węźle Nahetal w Nadrenii-Palatynacie do skrzyżowania z autostradą A67 na węźle Rüsselsheimer Dreieck w Hesji.

## Odcinki międzynarodowe
A60 stanowi fragment tras europejskich E29 na odcinku Prüm – Bitburg oraz E42 od granicy z Belgią do węzła Rüsselsheimer Dreieck.